# Scyliorhinus sp. nov.
Scyliorhinus sp. nov. é uma espécie de peixe da família Scyliorhinidae.
É endémica do Brasil.
Os seus habitats naturais são: mar aberto.